# Athamas tahitensis
Athamas tahitensis là một loài nhện trong họ Salticidae.
Loài này thuộc chi Athamas. Athamas tahitensis được Jendrzejewska miêu tả năm 1995.